# Daniel Van Hecke
Daniel Van Hecke (Gent, 25 januari 1938 – Brugge, 6 juli 2020) was een Vlaams schrijver en leraar.

## Levensloop
Hij studeerde aan de Rijksnormaalschool in Gent en werd aggregaat moderne talen voor het secundair onderwijs. Hij werd leraar aan de toenmalige rijksmiddelbare scholen in Borgerhout en in Bredene . Daarnaast was hij literair actief.
Hij maakte in de jaren 1960 deel uit van de Meridianers, auteurs rond de reeks Vijfde Meridiaan, door Manteau uitgegeven. Officieel hoorden daarbij: Enno Develing, Herman J.Claeys, Marcel van Maele, Hans Plomp, Jan Emiel Daele en Weverbergh.
Hij bezorgde de scripts voor de film Pa, de Indianen komen en De lifters. Met het script Heb de mensen lief maar vergeet de vogels niet behaalde hij in 1974 een eervolle vermelding in de wedstrijd voor het beste Nederlandstalige filmscenario.
Zijn biograaf Guido Van Hoof schreef in 2014 dat zijn werk in zekere zin draait om het zoeken naar of het verlangen naar een grotere harmonie, terwijl hij de verdeeldheid vorm geeft in een evenwichtsoefening van taal, waardoor hij de lezers voortdurend wakker houdt.

## Publicaties
- De IJsheilige, verhalenbundel, Brussel, Manteau, 1966.
- Pijlen voor Diana, momentopnamen uit een psycho-hymnisch fotoboek, Marnixpocket 45, Brussel, Manteau, 1967.
- De mutant, roman, Vijfde Meridiaanreeks, Brussel, Manteau, 1967.
- Sirius, ook Fraise genaamd, verhaal, in: Marnix Gijsen e.a., Het dier en wij, Brussel, Manteau, 1968.
- De vlucht, suite voor éénhandige, roman, bekroond met de Guido Gezelleprijs, de vijfjaarlijkse literaire prijs van de stad Brugge, Brugge, uitg. Jempie Herredboudt, 1986.
- De krater, Kroniek van een nederlaag, roman, Leuven, Leuvense Schrijversactie, 1990.
- De sandalen van Herodotus, verhalen, Oostende, Uitg. Manga, 1992.
- Metaalmoeheid, verhalen, Brussel, Editions-A, 1993.
- De vermomming, verhalen, Beringen, Uitg. Zuid & Noord, 1996.
- De tranen van Pygmalion, roman, Antwerpen, Uitg. Wever & Bergh, 2009.
- De verschroeide hof van Eden, poëzie, Antwerpen, C. de Vries-Brouwers, 2019.